# Egy kutya hazatér
Az Egy kutya hazatér (eredeti cím: A Dog's Way Home) 2019-ben bemutatott amerikai családi-kalandfilm, melyet W. Bruce Cameron és Cathryn Michon forgatókönyvéből Charles Martin Smith rendezett. A film Cameron azonos című 2017-es regénye alapján készült. A főszerepet Bryce Dallas Howard, Ashley Judd, Edward James Olmos, Alexandra Shipp, Wes Studi, Chris Bauer, Barry Watson és Jonah Hauer-King alakítja.
Az Amerikai Egyesült Államokban 2019. január 11-én mutatták be, Magyarországon egy nappal hamarabb szinkronizálva, január 10-én az InterCom Zrt. jóvoltából. Általánosságban vegyes értékeléseket kapott a kritikusoktól, világszerte több mint 80 millió dolláros bevételt gyűjtött.
 Egy Bella nevű kutya 600 kilométert tesz meg, hogy visszataláljon gazdájához.

## Cselekmény
Bella egy pitbull keverék kutya, aki egy denveri (Colorado állam, USA) lebontásra ítélt ház alatt születik. Anyját és testvéreit kóbor állatokat begyűjtők viszik el, Bellát pedig egy anyamacska veszi magához, így a ház romjai alatt élhet tovább.
A fiatal Lucas, aki édesanyjával, Terrivel él a szemközti házban, és rendszeresen eteti a macskacsaládot, meg akarja mutatni Olivia nevű barátnőjének a ház alatti macskákat. Amikor közben előkerül a kis Bella, Lucas úgy dönt, hogy magával viszi Bellát, hogy az anyja társaságában legyen.
Bella kutya és gazdája, Lucas között a kötelék az évek során egyre bensőségesebbé válik. Szereti megrágni a cipőjét, kíváncsi és játékos természetével rendszeresen káoszt okoz, de a család részévé válik. A kis kölyökkutya nagy, erős kutyává nő. Bella többek között a veteránok otthonában segít a depressziós háborús veterán Terri és néhány sorstársa rehabilitációjában. Egy nap vadászösztönei felülkerekednek rajta, követ egy mókust a nyitott ablakon keresztül, és az állatvédők elfogják. Egy városi törvény megtiltja a polgároknak, hogy pitbullokat tartsanak; hogy Lucas megtarthassa Bellát, kénytelenek Denver külvárosába költözni. A költözésig Bella Olivia nagybátyjánál és nagynénjénél lakik, akik meglehetősen messze, Farmingtonban laknak (Új-Mexikó).
Bellának nagyon hiányzik a gazdája, ezért elszökik. Bella megpróbál visszatalálni Lucashoz. Ehhez több mint 600 kilométert kell megtennie a vadonon és a havas Sziklás-hegységen keresztül, közben kalandok sorát éli át.
Az út során, egy városban Bella összebarátkozik egy csapat kutyával, akik megtanítják neki, hogyan szerezzen élelmet, de amikor látja, hogy sötétedéskor mindannyian visszatérnek a saját otthonukba, úgy érzi, hogy őt „egy láthatatlan póráz” köti Lucashoz, és arra kéri, hogy térjen vissza vele; ezután folytatja útját a hegyekbe, ahol, miután látta, hogy néhány vadász megöl egy nőstény pumát, örökbe fogadja annak kicsinyét, akit magában „Nagy Cicának” nevez. Bella elkezd ételt lopni a kempingezőktől és a nyaralóktól, hogy etesse Nagy Cicát; hónapokig tartó együttélés után sok viszontagságon mennek keresztül, többek között egy falka prérifarkas üldözi őket, amit három férfi elkerget; a táborukban ételt adnak Bellának, és amikor a nyakörvéből észreveszik, hogy van gazdája, megpróbálnak kapcsolatba lépni Lucasszal, de Nagy Cica hirtelen érkezése miatt megijednek és elszaladnak.
A tél folyamán Bella segít egy Dutch nevű kutyának megmenteni kellemetlen gazdáját, akit egy lavina eltemetett, a sérültet Gavin és barátja, Taylor, két síelő találja meg, akik segítenek, és elviszik a kutyákat, feltételezve, hogy mindketten a férfi háziállatai, így Nagy Cica magára marad. Gavin arról álmodik, hogy örökbe fogadja őket, de Taylor tisztában van vele, hogy vissza kell majd adniuk őket a gazdájuknak, ha kikerül a kórházból, ennek ellenére Bella a hármukkal töltött heteket boldog otthonként határozza meg, amit csak az az aggodalom zavar meg, hogy Nagy Cicát egyedül hagyta. Később, amikor megpróbálják visszaadni Dutchot, a goromba tulajdonos megvetést tanúsít a kutya iránt azzal, hogy nem hajlandó befogadni, ezért mindketten úgy döntenek, hogy hivatalosan is örökbe fogadják őket. Egy nap Bella rájön, hogy bár Dutch láthatatlan póráza most már a párjához köti, a sajátja még mindig azt kéri tőle, hogy menjen vissza Lucashoz, és bármennyire is szereti őket, az nem az otthona, ezért folytatja útját.
Végül egy városba érkezik, ahol egy Axel nevű hajléktalan veterán akarata ellenére a háziállatává teszi, Bella felismeri benne a trauma ismerős jeleit, amit a kórházi betegeken látott, ezért egy ideig mellette marad, amikor azonban megpróbál visszatérni a hegyekbe Nagy Cicáért és folytatni az útját, Axel leláncolja, hogy ne hagyja el. Ahogy telnek a hónapok, Axel visszavonul a városból, és egy folyóparti táborba zárkózik, ahol fokozatosan megbetegszik, míg egy nap meghal. Bella napokig élelem és víz nélkül marad, amíg néhány gyerek rátalál, és így Bella tovább tud haladni.
Visszatérve az erdőbe, Bellát ismét megtámadják a prérifarkasok, de egy hatalmas hegyi oroszlán elkergeti őket, akiben felismeri Nagy Cicaként, aki időközben felnőtt. Bella, akárcsak a múltban, elmegy vele Denver bejáratáig, ahol a puma elbúcsúzik tőle, mondván, hogy az otthona a hegyek, és hogy csak azért kísérte el, hogy vigyázzon rá, ezért egyedül kell továbbmennie. Amikor eléri az autópályát, Bellát elgázolják, amikor megpróbál átkelni; sérülése ellenére továbbmegy, amíg el nem éri régi otthonát, ahol rájön, hogy Lucas már rég elköltözött, és az új tulajdonos felhívja az állatvédőket, hogy fogják be, de a nő által örökbe fogadott Mama macska segít neki elmenekülni.
Bella megérkezik a kórházba, ahol végre boldogan újra együtt van Lucasszal, Terrivel és Oliviával, és felfedezi, hogy miután látták a példájukat, kutyákat hoztak be, hogy állatterápiát végezzenek, amit állatorvosok irányítanak. Lucas felkészül, hogy elvigye Bellát az állatorvoshoz, és ellássa a sérüléseit, de Chuck több rendőrrel, köztük Mica rendőrkapitánnyal érkezik. Chuck követeli Bella elkobzását, de mind a dolgozók, mind a betegek szembeszállnak vele, ezért megfenyegeti, hogy Lucast és mindenki mást, aki közbeavatkozik, letartóztatják. Mica kapitány vonakodva kijelenti, hogy a városi törvények alapján neki van igaza, de Lucas és Terri megvédik őt, és elmagyarázzák, hogy nincs ok Bellát elkobozni, mivel a veterán kórház szövetségi tulajdon, és technikailag nem Denver része. Mica kapitány megengedi Lucasnak, hogy megtartsa Bellát, mivel azon a területen nincs hatásköre, és mivel ő is veterán, úgy dönt, hogy elfelejti az ügyet. Ennek ellenére Chuck gúnyolódik Lucasszal, és azzal fenyegetőzik, hogy amint kijutnak a kórházból, elviszi Bellát, ami kimeríti a kapitány türelmét, aki - megelégelve a panaszokat, amelyeket folyamatosan kap Chuck nagyképűsége miatt - eltávolítja a posztjáról, és figyelmezteti a többi tisztjét, hogy ugyanígy fog eljárni mindenkivel, aki még egyszer zaklatja a kutyát.
Lucas és Olivia, akik már házasok, örülnek, hogy újra láthatják Bellát, és két év különélés után végre sikerül elvinniük őt jelenlegi otthonukba, Goldenbe, ahol megengedik a pitbullok tartását.
Bella azon az éjszakán úgy magyarázza, hogy végre otthon van, és hogy az otthon az a hely, „ahol lenni kell”, és azt is felismeri, hogy a láthatatlan póráz, amit érez, az a Lucas iránti szeretet.
Végül azt látjuk, hogy egy idő múlva Nagy Cica elviszi a saját kölykét arra a helyre, ahol utoljára elbúcsúzott Bellától, hogy megmutassa neki a várost, ahol egykori társa és nevelője a távolban él.

## Szereplők
| Szerep             | Színész             | Magyar hang      |
| ------------------ | ------------------- | ---------------- |
| Bella (hangja)     | Bryce Dallas Howard | Ruttkay Laura    |
| Lucas Ray          | Jonah Hauer-King    |                  |
| Terri Ray          | Ashley Judd         | Bertalan Ágnes   |
| Axel               | Edward James Olmos  | Borbiczki Ferenc |
| Olivia             | Alexandra Shipp     |                  |
| Chuck              | John Cassini        | Rába Roland      |
| Mica százados      | Wes Studi           | Mertz Tibor      |
| Günter Beckenbauer | Brian Markinson     | Epres Attila     |
| Gavin              | Barry Watson        | Dévai Balázs     |
| Leon rendőrtiszt   | Tammy Gillis        |                  |

## Filmkészítés
2017. november 7-én Ashley Judd, Edward James Olmos és egyéb szereplők csatlakoztak a filmhez. 2018. január 24-én Barry Watsont felvették Gavin szerepére. A forgatás 2017. október 16-án kezdődött a Brit Columbiai Vancouverben, és december 15-én ért véget.

## Megjelenés
A filmet az Amerikai Egyesült Államokban 2019. január 11-én mutatta be a Sony Pictures.
A Sony 18,8 millió dollárt költött a film gyártására.
2019. április 9-én Blu-ray-n is kiadta a Sony Pictures Entertainment, míg a digitális példány 2020. december 31-én volt esedékes.

## Hasonló filmek
- Egy kutya négy útja (2019)
- Egy kutya négy élete (2017)
- Bobby, a csodakutya
- Kutyavilág (1995)
- Úton hazafelé – Egy hihetetlen utazás (1993)
- Kutyául vagyok, de gyógyíttatom magam (2003)

## Fordítás
- Ez a szócikk részben vagy egészben  az   A Dog's Way Home című angol Wikipédia-szócikk fordításán alapul.  Az eredeti cikk szerkesztőit annak laptörténete sorolja fel. Ez a jelzés csupán a megfogalmazás eredetét és a szerzői jogokat jelzi, nem szolgál a cikkben szereplő információk forrásmegjelöléseként.
- Ez a szócikk részben vagy egészben  a   Die unglaublichen Abenteuer von Bella című német Wikipédia-szócikk fordításán alapul.  Az eredeti cikk szerkesztőit annak laptörténete sorolja fel. Ez a jelzés csupán a megfogalmazás eredetét és a szerzői jogokat jelzi, nem szolgál a cikkben szereplő információk forrásmegjelöléseként.
- Ez a szócikk részben vagy egészben  az   A Dog's Way Home című spanyol Wikipédia-szócikk fordításán alapul.  Az eredeti cikk szerkesztőit annak laptörténete sorolja fel. Ez a jelzés csupán a megfogalmazás eredetét és a szerzői jogokat jelzi, nem szolgál a cikkben szereplő információk forrásmegjelöléseként.